# Saint-Brieuc
Saint-Brieuc är en kommun i departementet Côtes-d'Armor i regionen Bretagne i nordvästra Frankrike. Kommunen är chef-lieu för 3 kantoner och arrondissementet Saint-Brieuc. År 2022 hade Saint-Brieuc 44 607 invånare.

## Befolkningsutveckling
Antalet invånare i kommunen Saint-Brieuc
Referens:INSEE

## Galleri

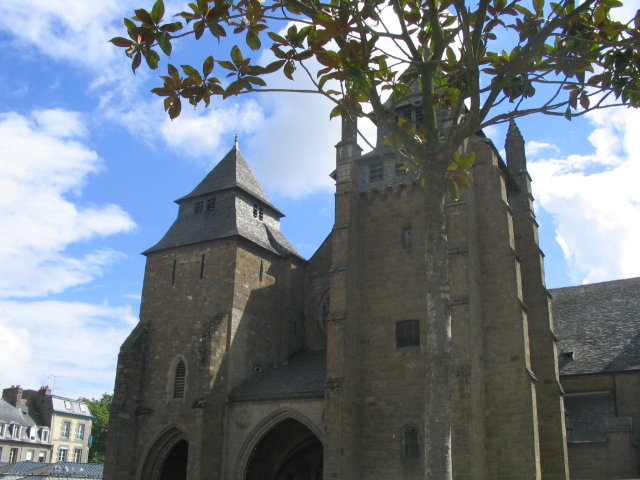
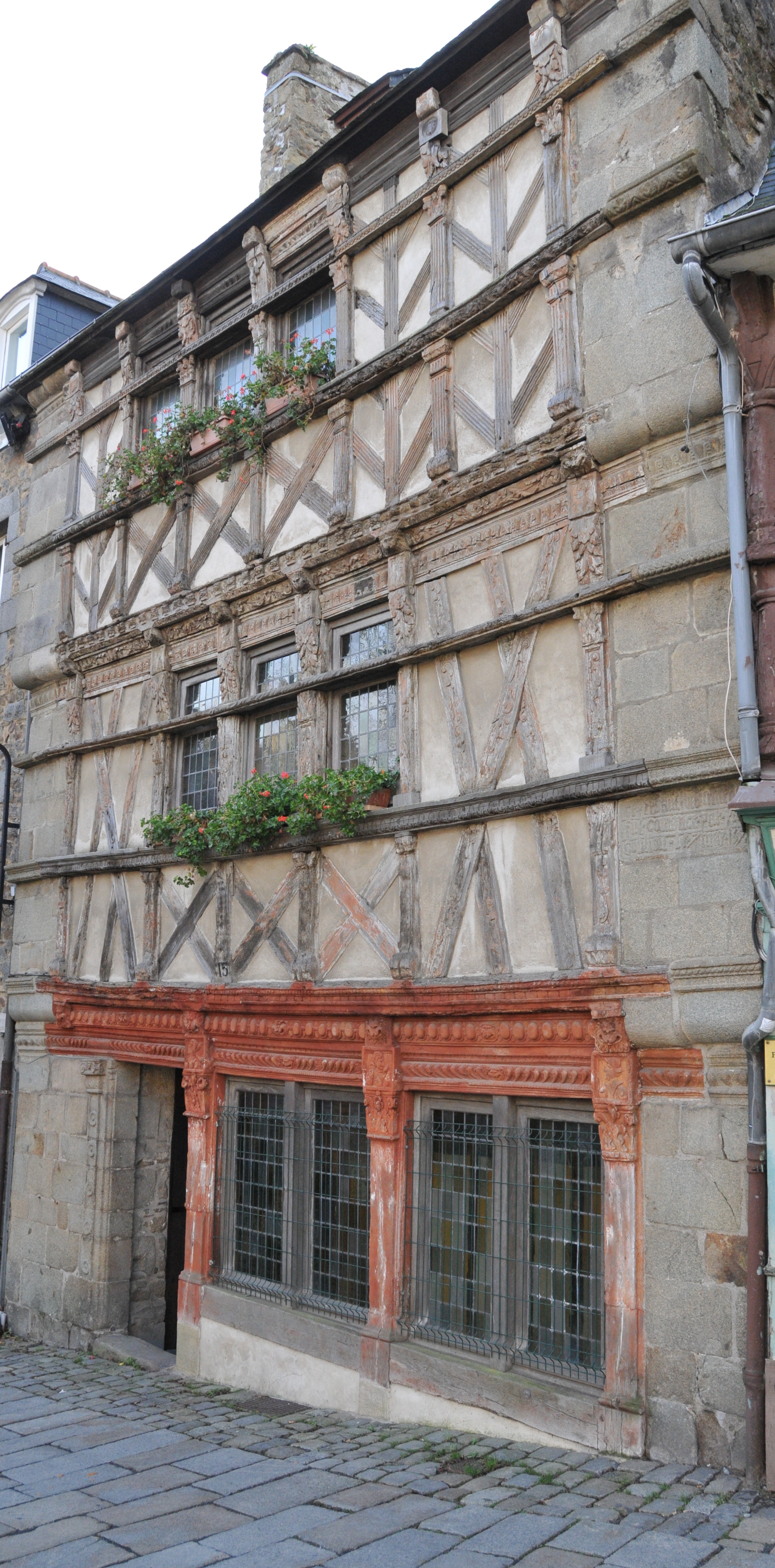
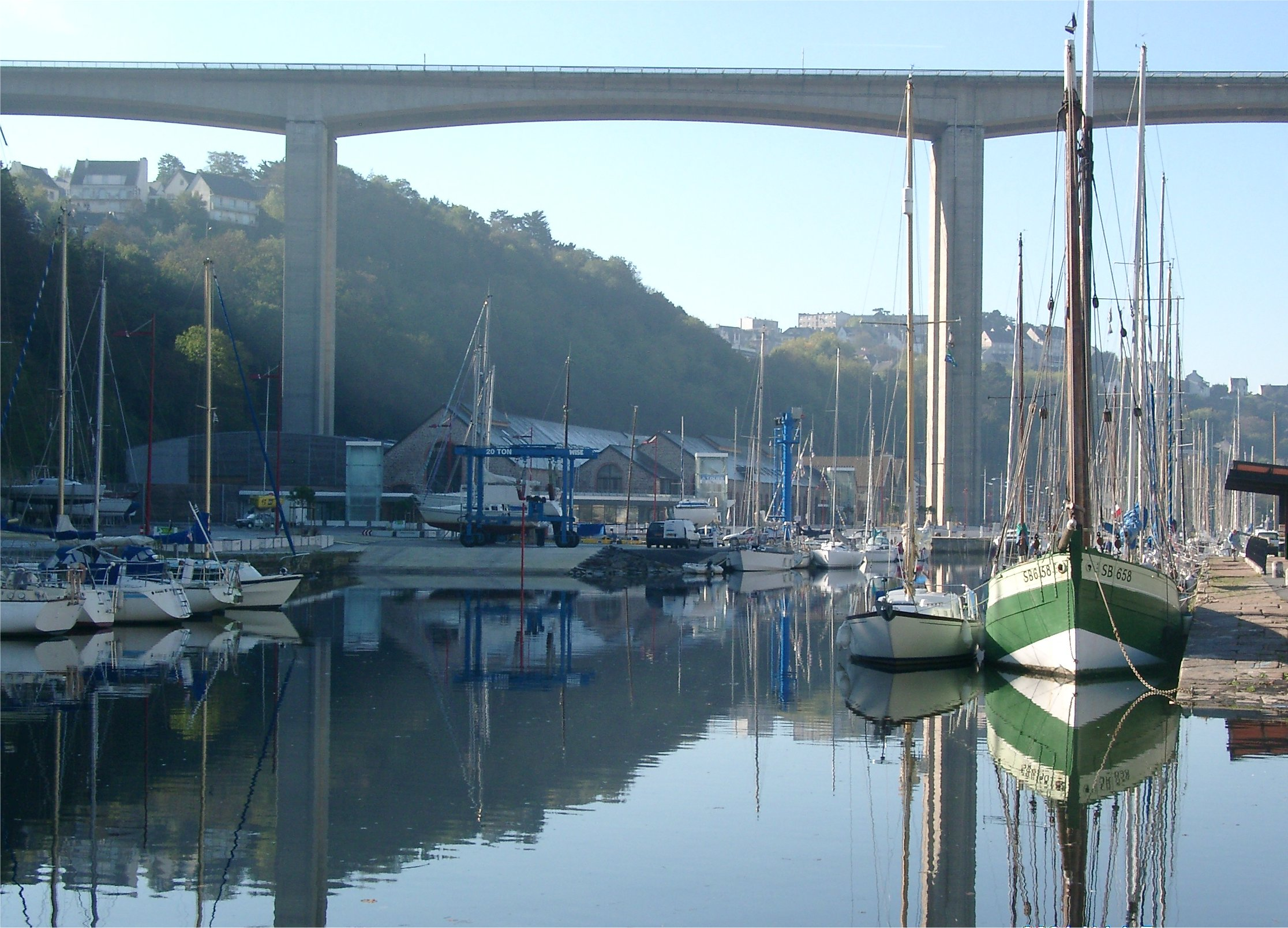
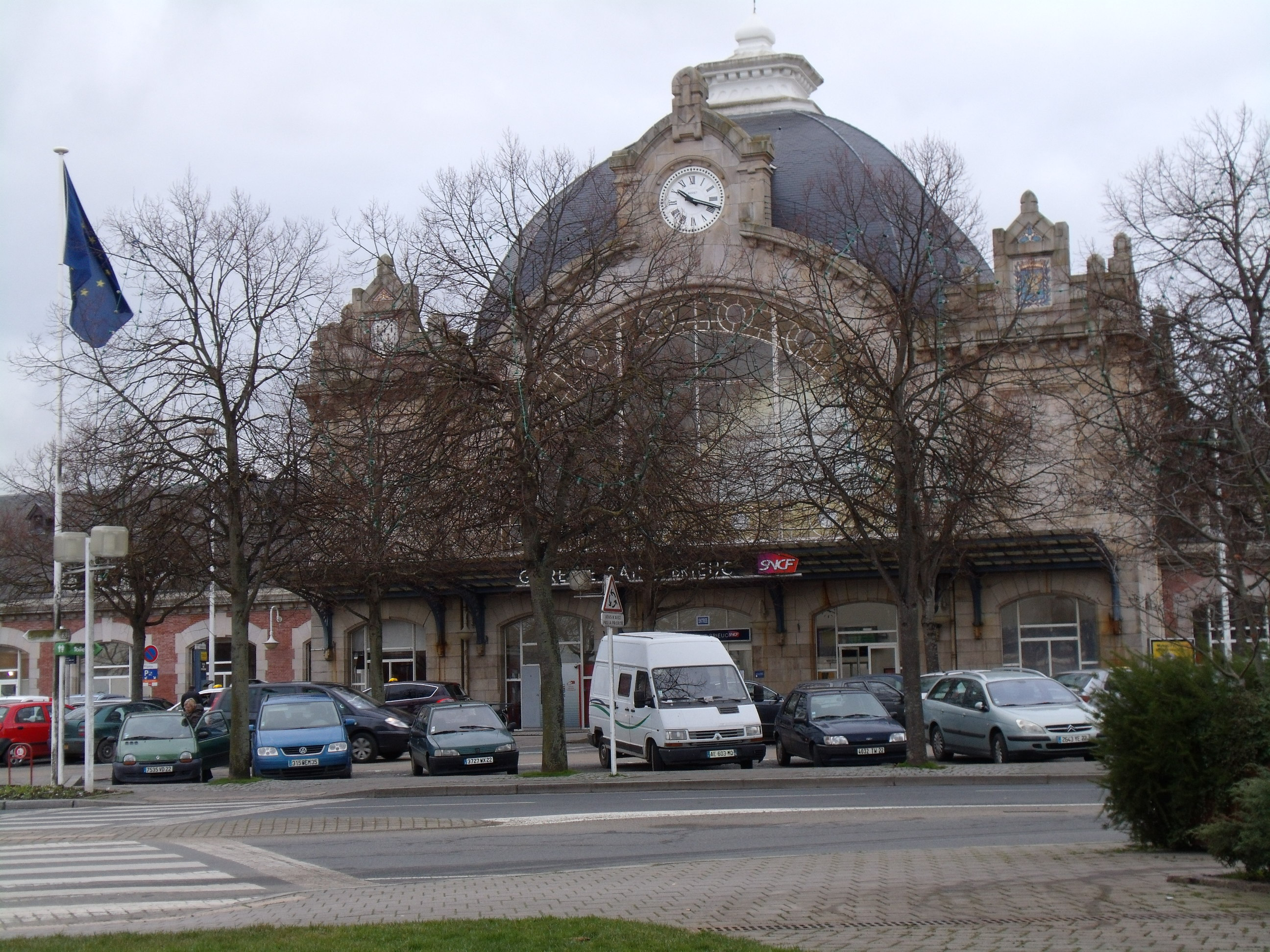
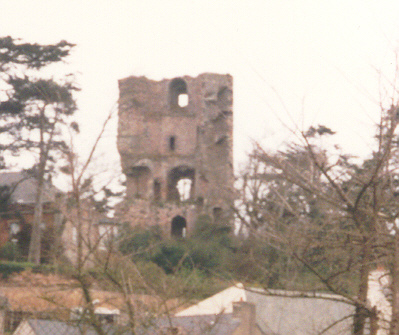
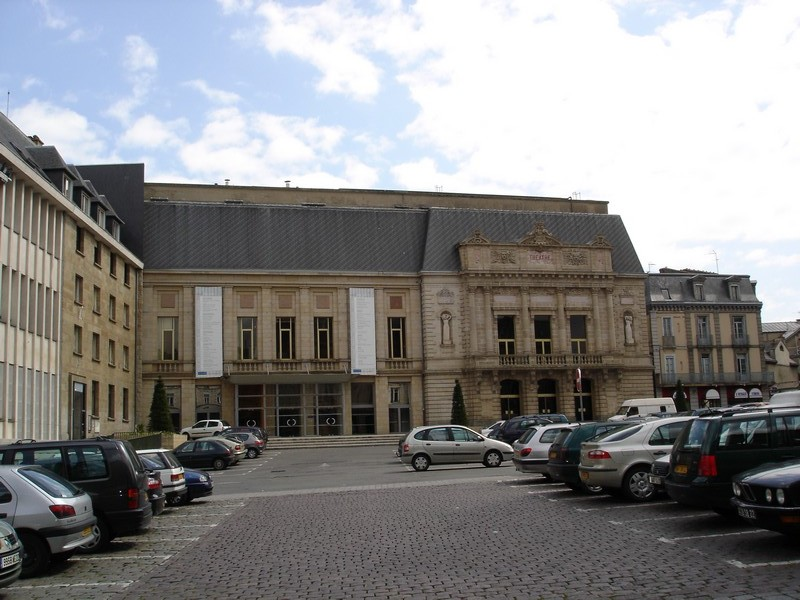
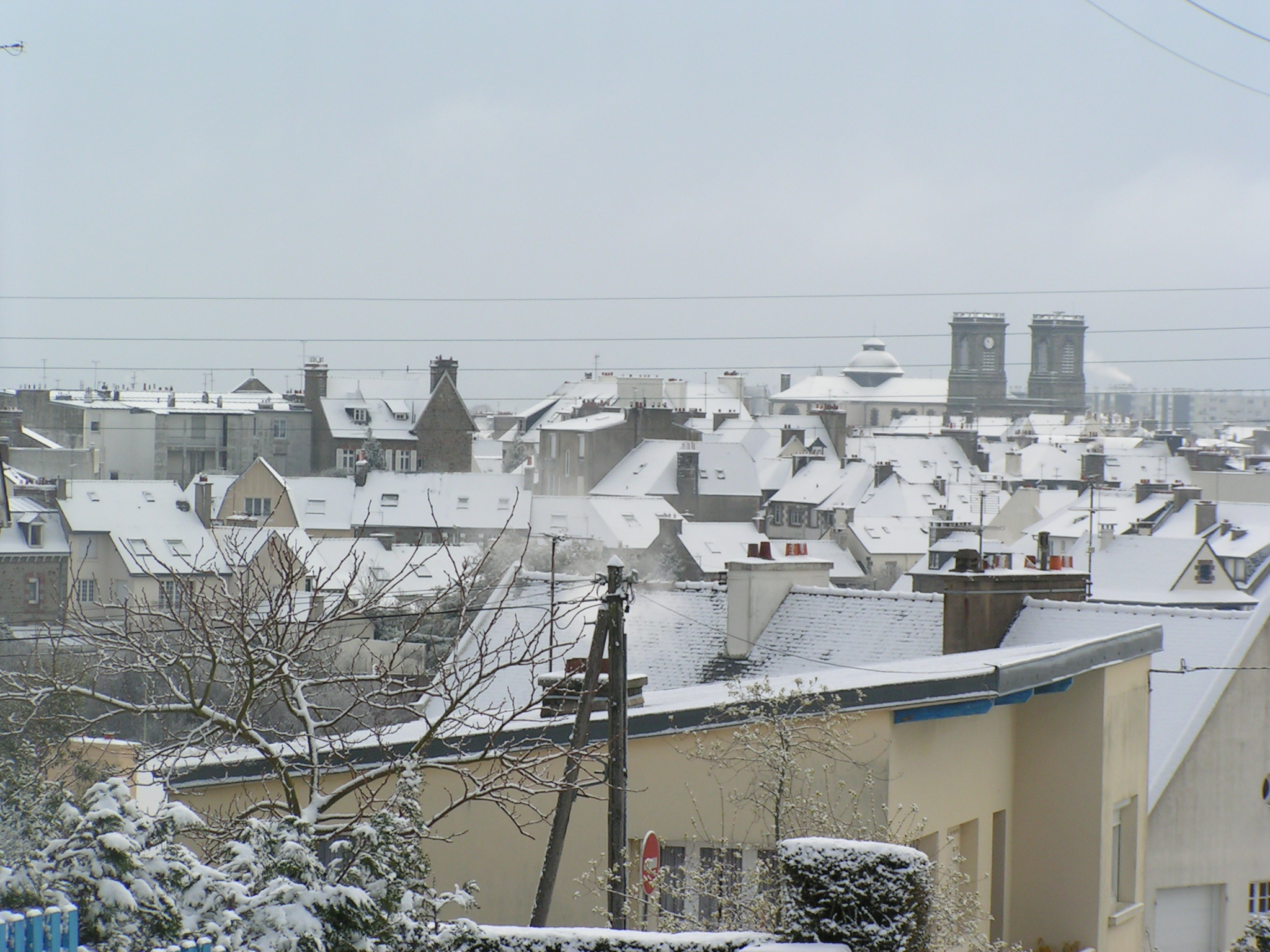